# Élections sénatoriales françaises de 1909
Les élections sénatoriales françaises de 1909 se déroulent le 3 janvier 1909 et ont pour but de renouveler la série C du Sénat et cinq sièges vacants.

## Contexte
Les élections municipales de 1908 marquent un net recul socialiste dans les villes.

## Résultats
| Tendances politiques | Tendances politiques | Sièges sortants            | Sièges obtenus | Sièges totaux |    | Tendances politiques           | Sièges sortants | Sièges obtenus | Sièges totaux |
| -------------------- | -------------------- | -------------------------- | -------------- | ------------- | -- | ------------------------------ | --------------- | -------------- | ------------- |
|                      | Opposition           |                            | 19             |               |    | Conservateurs et nationalistes | 8 ?             | 5              |               |
|                      | Opposition           | Républicains progressistes | 19             | 66 ?          | 4  |                                |                 |                |               |
|                      | Opposition           | Gauche républicaine        | 19             |               | 10 |                                |                 |                |               |
|                      | Bloc des gauches     |                            | 84             |               |    | Union républicaine             | 21              | 22             |               |
|                      | Bloc des gauches     | Gauche démocratique        | 84             |               | 27 |                                |                 |                |               |
|                      | Bloc des gauches     | Radicaux                   | 84             |               | 22 |                                |                 |                |               |
|                      | Bloc des gauches     | Radicaux-socialistes       | 84             |               | 11 |                                |                 |                |               |
|                      | Bloc des gauches     | Socialistes                | 84             | 0             | 2  | 5                              |                 |                |               |
| Total                | Total                | 103                        | 103            | 300           |    |                                | 103             | 103            | 300           |

Au total, la gauche gagne 19 sièges dont 9 pour les radicaux-socialistes. Il s'agit ainsi d'une victoire de la gauche.

## Élection en détail[3]
Parfois il n'y a pas les prénoms des candidats, seul les noms sont mis.
| Département         | Numéro de Série | Nombre de Siège | Candidats                       | Tendances politiques                                        | Nombre de votants | Nombre de vote | Élu                                                                                 |
| ------------------- | --------------- | --------------- | ------------------------------- | ----------------------------------------------------------- | ----------------- | -------------- | ----------------------------------------------------------------------------------- |
| Ain                 | Série A         | 1               | Pierre Baudin                   | Radicaux, Alliance Républicaine Démocratique                | 810               | 787            | Pierre Baudin                                                                       |
| Lot                 | Série B         | 1               | Joseph Pauliac                  | Radicaux                                                    | 608               | 438            | Joseph Pauliac                                                                      |
| Lot                 | Série B         | 1               | Cassaignes                      | Républicain de gauche                                       | 608               | 132            | Joseph Pauliac                                                                      |
| Orne                | Série C         | 3               | Paul Fleury                     | Républicain                                                 | 852               | 674            | Paul Fleury Léon Labbé Charles Poriquet                                             |
| Orne                | Série C         | 3               | Léon Labbé                      | Républicain                                                 | 852               | 576            | Paul Fleury Léon Labbé Charles Poriquet                                             |
| Orne                | Série C         | 3               | Charles Poriquet                | Droite                                                      | 852               | 464            | Paul Fleury Léon Labbé Charles Poriquet                                             |
| Orne                | Série C         | 3               | Bouteillier                     | Républicain                                                 | 852               | 348            | Paul Fleury Léon Labbé Charles Poriquet                                             |
| Orne                | Série C         | 3               | Cachet                          | Non indiqué                                                 | 852               | 182            | Paul Fleury Léon Labbé Charles Poriquet                                             |
| Orne                | Série C         | 3               | Barrabé                         | Radicaux                                                    | 852               | 127            | Paul Fleury Léon Labbé Charles Poriquet                                             |
| Orne                | Série C         | 3               | Parmentier                      | Non indiqué                                                 | 852               | 56             | Paul Fleury Léon Labbé Charles Poriquet                                             |
| Orne                | Série C         | 3               | Normand                         | Nationaliste                                                | 852               | 32             | Paul Fleury Léon Labbé Charles Poriquet                                             |
| Puy-de-Dome         | Série C         | 3               | Hippolyte Gomot                 | Républicain de gauche                                       | Non indiqué       | 621            | Hippolyte Gomot Léon Chambidge Pierre-Jean Sabaterie                                |
| Puy-de-Dome         | Série C         | 3               | Léon Chambidge                  | Républicain de gauche                                       | Non indiqué       | 559            | Hippolyte Gomot Léon Chambidge Pierre-Jean Sabaterie                                |
| Puy-de-Dome         | Série C         | 3               | Pierre-Jean Sabaterie           | Républicain de gauche                                       | Non indiqué       | 553            | Hippolyte Gomot Léon Chambidge Pierre-Jean Sabaterie                                |
| Puy-de-Dome         | Série C         | 3               | Antoine Bony-Cisternes          | Républicain sortant                                         | Non indiqué       | 548            | Hippolyte Gomot Léon Chambidge Pierre-Jean Sabaterie                                |
| Puy-de-Dome         | Série C         | 3               | Noël Chamerlat                  | Radicaux socialiste                                         | Non indiqué       | 501            | Hippolyte Gomot Léon Chambidge Pierre-Jean Sabaterie                                |
| Puy-de-Dome         | Série C         | 3               | Conchon                         | Socialiste unifié                                           | Non indiqué       | Non indiqué    | Hippolyte Gomot Léon Chambidge Pierre-Jean Sabaterie                                |
| Pyrénées-orientales | Série C         | 2               | Jules Pams                      | Radicaux-socialiste                                         | 481               | 295            | Jules Pams Édouard Vilar                                                            |
| Pyrénées-orientales | Série C         | 2               | Édouard Vilar                   | Radicaux-socialiste                                         | 481               | 249            | Jules Pams Édouard Vilar                                                            |
| Pyrénées-orientales | Série C         | 2               | Jean Bourrat                    | Radicaux-socialiste                                         | 481               | 151            | Jules Pams Édouard Vilar                                                            |
| Pyrénées-orientales | Série C         | 2               | Docteur Baille                  | Radicaux-socialiste                                         | 481               | 107            | Jules Pams Édouard Vilar                                                            |
| Pyrénées-orientales | Série C         | 2               | Docteur Parès                   | Radicaux-socialiste                                         | 481               | 81             | Jules Pams Édouard Vilar                                                            |
| Pyrénées-orientales | Série C         | 2               | Ribaulet                        | Socialiste unifié                                           | 481               | 30             | Jules Pams Édouard Vilar                                                            |
| Pyrénées-orientales | Série C         | 2               | Manalt                          | Socialiste unifié                                           | 481               | 17             | Jules Pams Édouard Vilar                                                            |
| Hautes-Pyrénées     | Série C         | 2               | Jean Dupuy                      | Alliance républicaine démocratique                          | Non indiqué       | 558            | Jean Dupuy Alphonse Pedebidou                                                       |
| Hautes-Pyrénées     | Série C         | 2               | Alphonse Pedebidou              | Alliance républicaine démocratique                          | Non indiqué       | 387            | Jean Dupuy Alphonse Pedebidou                                                       |
| Hautes-Pyrénées     | Série C         | 2               | Edmond Blanc                    | Républicain indépandant                                     | Non indiqué       | Non indiqué    | Jean Dupuy Alphonse Pedebidou                                                       |
| Haut-Rhin           | Série C         | 1               | Phillipe Berger                 | Républicain de gauche et Alliance républicaine démocratique | 187               | 129            | Phillipe Berger                                                                     |
| Haut-Rhin           | Série C         | 1               | Schneider                       | Républicain                                                 | 187               | 24             | Phillipe Berger                                                                     |
| Rhône               | Série C         | 5               | Victor Vermorel                 | Radicaux                                                    | Non indiqué       | 412            | Victor Vermorel Édouard Millaud Paul Cazeneuve Antoine Ponteille Georges Beauvisage |
| Rhône               | Série C         | 5               | Édouard Millaud                 | Radicaux                                                    | Non indiqué       | 403            | Victor Vermorel Édouard Millaud Paul Cazeneuve Antoine Ponteille Georges Beauvisage |
| Rhône               | Série C         | 5               | Paul Cazeneuve                  | Radicaux                                                    | Non indiqué       | 386            | Victor Vermorel Édouard Millaud Paul Cazeneuve Antoine Ponteille Georges Beauvisage |
| Rhône               | Série C         | 5               | Antoine Ponteille               | Radicaux                                                    | Non indiqué       | 386            | Victor Vermorel Édouard Millaud Paul Cazeneuve Antoine Ponteille Georges Beauvisage |
| Rhône               | Série C         | 5               | Georges Beauvisage              | Radicaux                                                    | Non indiqué       | 381            | Victor Vermorel Édouard Millaud Paul Cazeneuve Antoine Ponteille Georges Beauvisage |
| Rhône               | Série C         | 5               | Henry Fleury-Ravarin            | Républicain progressite                                     | Non indiqué       | 371            | Victor Vermorel Édouard Millaud Paul Cazeneuve Antoine Ponteille Georges Beauvisage |
| Rhône               | Série C         | 5               | Antonin Gourju                  | Républicain progressiste                                    | Non indiqué       | 370            | Victor Vermorel Édouard Millaud Paul Cazeneuve Antoine Ponteille Georges Beauvisage |
| Rhône               | Série C         | 5               | Jouanard                        | Non indiqué                                                 | Non indiqué       | 340            | Victor Vermorel Édouard Millaud Paul Cazeneuve Antoine Ponteille Georges Beauvisage |
| Rhône               | Série C         | 5               | Édouard Aynard                  | Républicain progressiste                                    | Non indiqué       | 363            | Victor Vermorel Édouard Millaud Paul Cazeneuve Antoine Ponteille Georges Beauvisage |
| Rhône               | Série C         | 5               | Lagrange                        | Non indiqué                                                 | Non indiqué       | 336            | Victor Vermorel Édouard Millaud Paul Cazeneuve Antoine Ponteille Georges Beauvisage |
| Sarthe              | Série C         | 3               | Louis Cordelet                  | Républicain, Alliance républicaine                          | 875               | 708            | Louis Cordelet Georges Le Chevalier Paul d'Estournelles de Constant                 |
| Sarthe              | Série C         | 3               | Georges Le Chevalier            | Radicaux, Alliance républicaine                             | 875               | 703            | Louis Cordelet Georges Le Chevalier Paul d'Estournelles de Constant                 |
| Sarthe              | Série C         | 3               | Paul d'Estournelles de Constant | Radicaux, Alliance républicaine                             | 875               | 694            | Louis Cordelet Georges Le Chevalier Paul d'Estournelles de Constant                 |
| Sarthe              | Série C         | 3               | Louis Cuignet                   | Non Indiqué                                                 | 875               | 24             | Louis Cordelet Georges Le Chevalier Paul d'Estournelles de Constant                 |
| Seine-et-Marne      | Série C         | 3               | Jacques Regismanset             | Radicaux, Alliance républicaine                             | Non indiqué       | 505            | Jacques Regismanset Gaston Menier François Farny                                    |
| Seine-et-Marne      | Série C         | 3               | Gaston Menier                   | Radicaux, Alliance républicaine                             | Non indiqué       | 502            | Jacques Regismanset Gaston Menier François Farny                                    |
| Seine-et-Marne      | Série C         | 3               | François Farny                  | Radicaux, Alliance républicaine                             | Non indiqué       | 482            | Jacques Regismanset Gaston Menier François Farny                                    |
| Seine-et-Marne      | Série C         | 3               | Charles Prevet                  | Républicain progressiste                                    | Non indiqué       | 456            | Jacques Regismanset Gaston Menier François Farny                                    |
| Seine-et-Marne      | Série C         | 3               | Edmond Forgemol de Bostquenard  | Républicain progressiste                                    | Non indiqué       | 423            | Jacques Regismanset Gaston Menier François Farny                                    |
| Seine-et-Marne      | Série C         | 3               | Oavré                           | Républicain progressiste                                    | Non indiqué       | 405            | Jacques Regismanset Gaston Menier François Farny                                    |